# 앰버 비티
앰버 비티(Amber Beattie, 1993년 7월 22일 ~ )는 잉글랜드의 배우이다.

## 출연 작품
- 줄무늬 파자마를 입은 소년 (2008)